# Leipzig Eilenburger Bahnhof

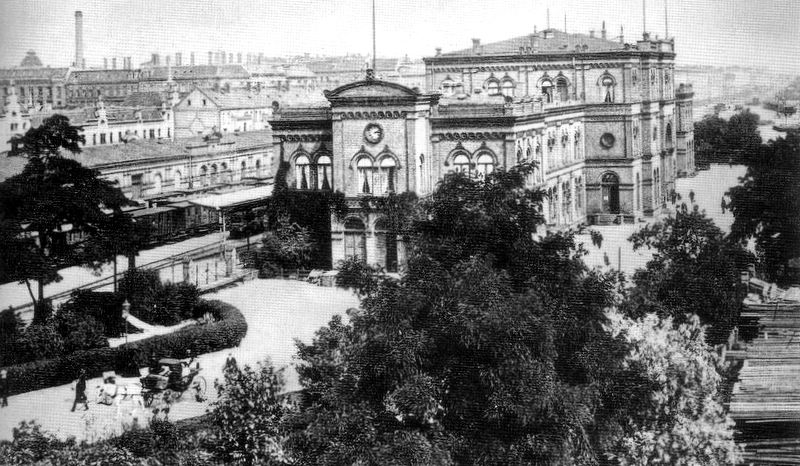
Eilenburger Bahnhof, 1905

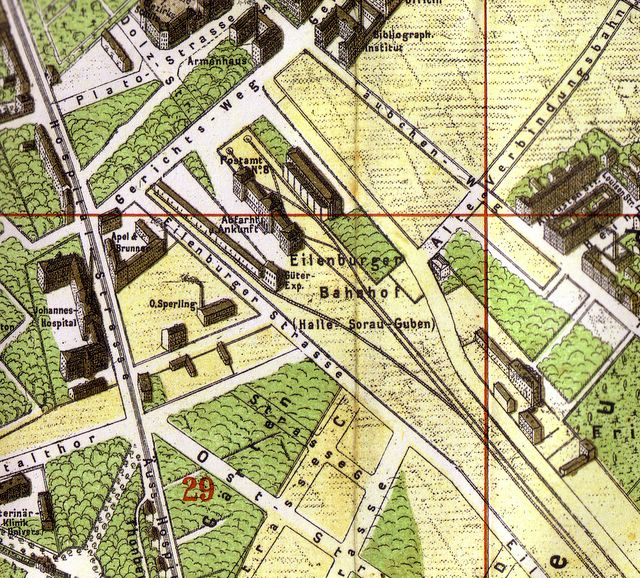
Eilenburger Bahnhof auf einer Karte von 1884

Der Eilenburger Bahnhof war ein Bahnhof in Leipzig, der von 1874 bis 1942 als Personenbahnhof der Bahnstrecke Leipzig–Eilenburg diente. Ein Großteil des einstigen Bahngeländes ist heute der Lene-Voigt-Park.

## Geschichte
Im Jahr der Eröffnung des Eilenburger Bahnhofs, 1874, war Leipzig mit seinen bis dato fünf Bahnhöfen zu einem der wichtigsten Eisenbahnknotenpunkte des Deutschen Reichs geworden. Zur Verbesserung ihrer Wirtschaftlichkeit fasste die Halle-Sorau-Gubener Eisenbahngesellschaft 1872 den Entschluss, die Messestadt an ihr Eisenbahnnetz anzuschließen. Nach langwierigen Verhandlungen erteilte die Sächsische Staatsregierung am 24. Dezember 1872 die erforderliche Konzession.

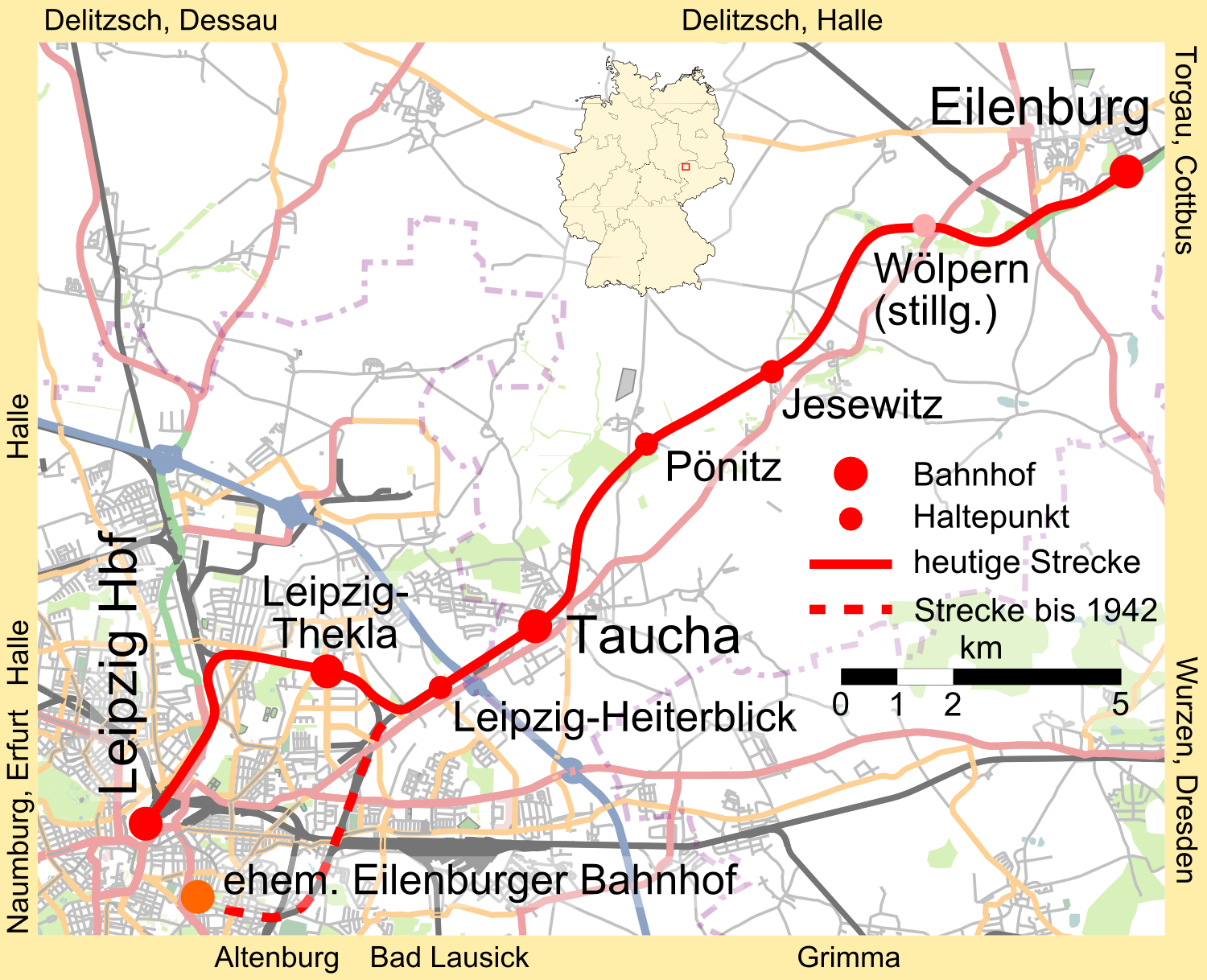
Bahnstrecke Leipzig–Eilenburg mit ehemaligem Verlauf zum Eilenburger Bahnhof

Anschließend wurde ohne Zögern mit dem Bau der Trasse nach Taucha und weiter nach Eilenburg begonnen. Die Eisenbahngesellschaft erwarb ein etwa 10 ha großes Betriebsgrundstück, das sich im Vergleich zu den anderen Leipziger Bahnhöfen weit außerhalb des Stadtzentrums in der damals noch selbständigen Gemeinde Reudnitz befand. Das etwa 900 m lange und 150 m breite Bahnhofsgelände wurde von der Eilenburger Straße, der Nostitzstraße (heute Reichpietschstraße), der Riebeckstraße und dem Gerichtsweg begrenzt. Am 1. November 1874 wurde der Bahnverkehr zwischen Leipzig und Eilenburg eröffnet.
Von 1874 bis 1876 wurde das zweigeschossige Empfangsgebäude des Eilenburger Bahnhofs errichtet. Der zweigeschossige, von Richard Steche entworfene Backsteinbau war 115 m lang und 18 m breit und beherbergte mehrere Warte- und Speisesäle. Die Gesamtkosten beliefen sich auf 365.000 Mark.
Am 1. Mai 1915 wurde der bis dahin über den Eilenburger Bahnhof abgewickelte Fernverkehr in den neu erbauten Leipziger Hauptbahnhof eingebunden. Der Eilenburger Bahnhof war von da an nur noch Abfahrts- und Ankunftsbahnhof für Nahverkehrszüge nach und aus Eilenburg. Seine hauptsächliche Funktion bestand jedoch in der Güter- und Eilgutabfertigung sowie der Bahnmeisterei. Der letzte Personenzug verließ den Bahnhof am 2. November 1942 in Richtung Taucha.

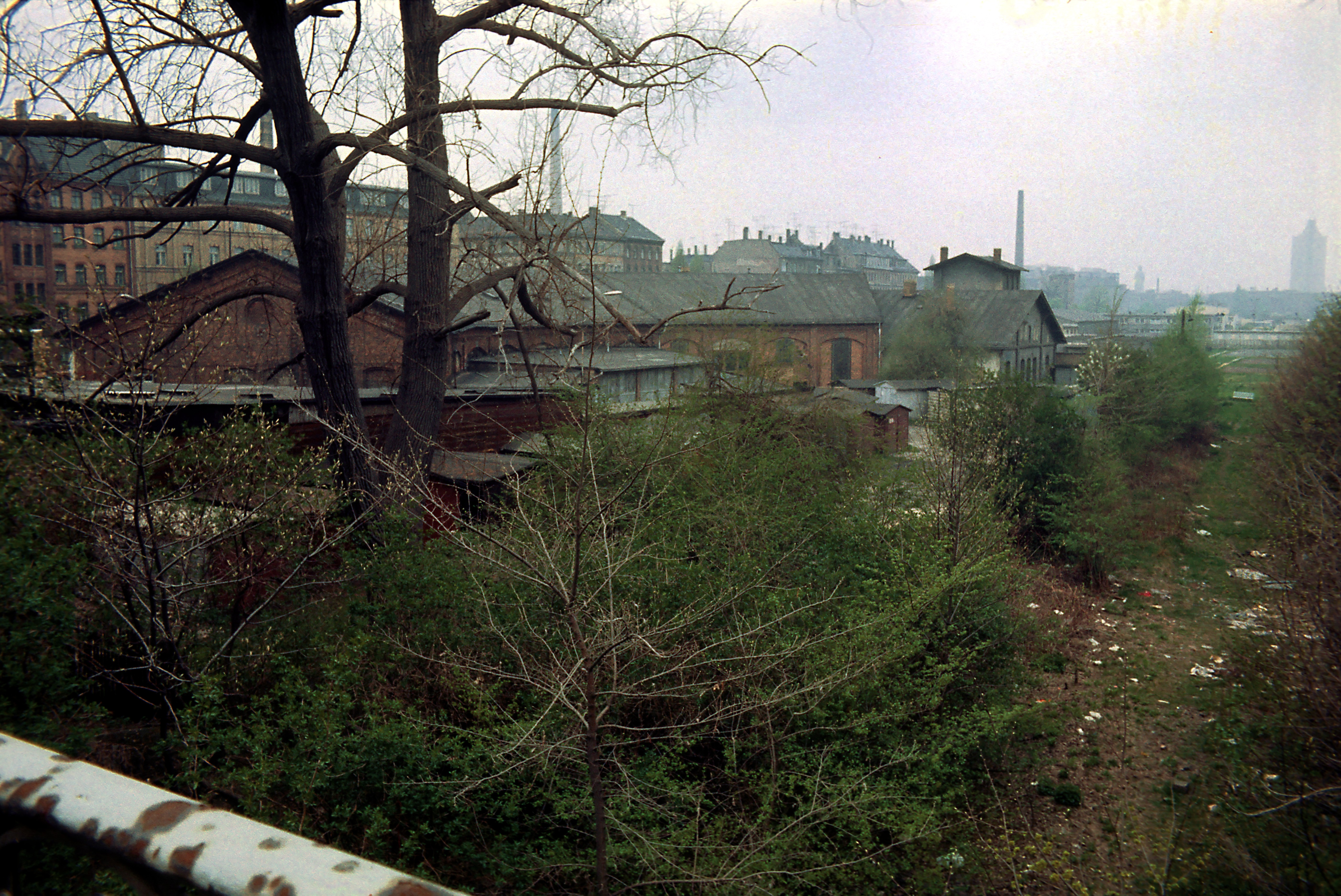
Eilenburger Bahnhof 1983 von der Brücke Riebeckstraße, links der Ringlokschuppen des Bw Le Eilb Bf

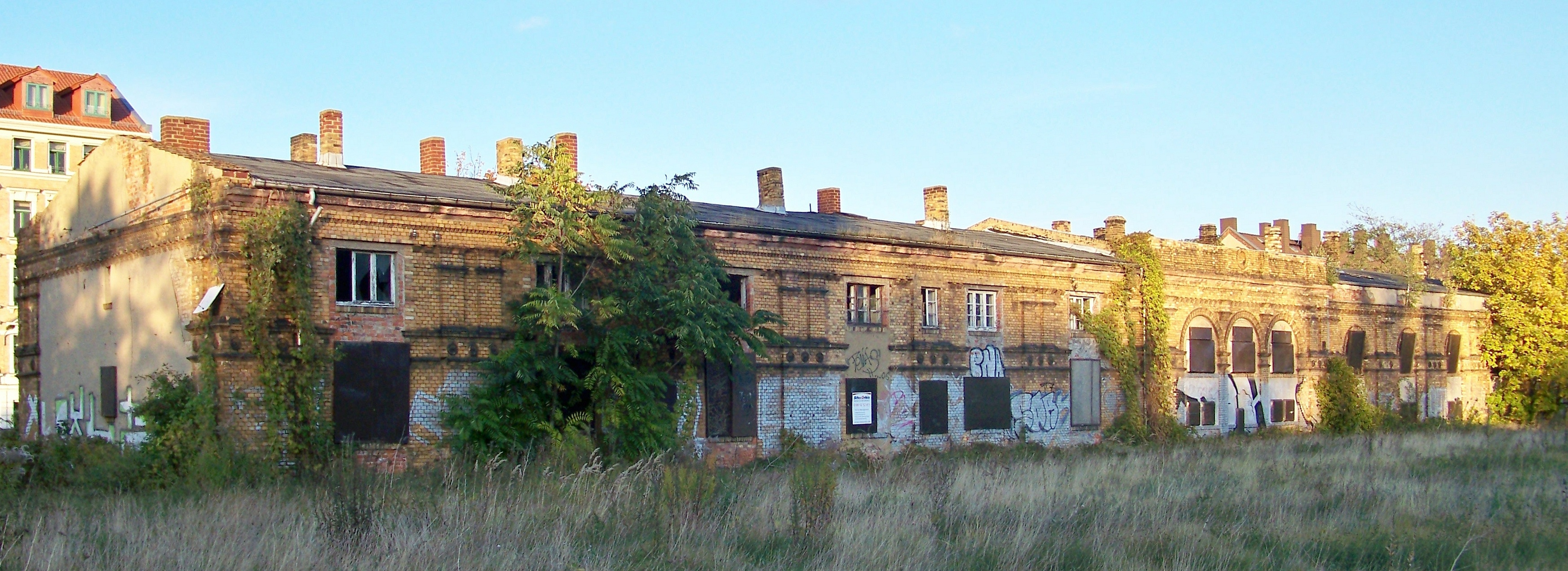
Das ehemalige Güterabfertigungsgebäude im Oktober 2009

In den folgenden Jahren wurden das Bahnhofsgelände teilweise und das Empfangsgebäude völlig
bei Luftangriffen
durch Fliegerbomben zerstört. Aus diesem Grunde konnte die Anlage nach 1945 nur noch zur Güterabfertigung genutzt werden. Ab den 1960er Jahren wurden die Gebäude nach und nach abgerissen. Bis etwa 1973 wurden zum Eilenburger Bahnhof Überführungsfahrten mit bis zu 20 Wagen pro Zug durchgeführt. Bis zur Schließung bestand eine Überladerampe für Culemeyer-Straßenroller für die Versorgung der umliegenden Industriebetriebe. Das Gelände wurde zudem als Abstellplatz für die Bauzüge der Deutschen Reichsbahn und als Lagerplatz der Brückenmeisterei Halle genutzt. Letzter Anschließer am ehemaligen Streckengleis waren bis 1994 die Buchbindereimaschinenwerke Leipzig in Anger-Crottendorf. Kurz nach der Jahrtausendwende wurden die letzten Gleise, die Weichen an der Abzweigstelle Anger und die Brückenüberbauten über die Zweinaundorfer Straße ausgebaut.
Im Januar 1997 beschloss der Leipziger Stadtrat die Umwandlung des Geländes in eine Parkanlage. Anschließend wurde der Stadtteilpark Reudnitz (nicht zu verwechseln mit dem Reudnitzer Park) angelegt, der später nach Lene Voigt benannt wurde. Dazu wurden Fuß- und Radwege sowie Sport- und Spielplätze geschaffen. Im unter Denkmalschutz stehenden Lokschuppen sollte eine Gaststätte entstehen. Für die Gestaltung des Stadtteilparks erhielt Leipzig im Jahre 2002 einen Preis im Wettstreit um die gelungenste „Erneuerung städtischer öffentlicher Räume“, der vom Zentrum für Zeitgenössische Kultur Barcelona und Architekturzentren in Paris, London, Rotterdam und Wien ausgelobt wurde.

## Zukunft

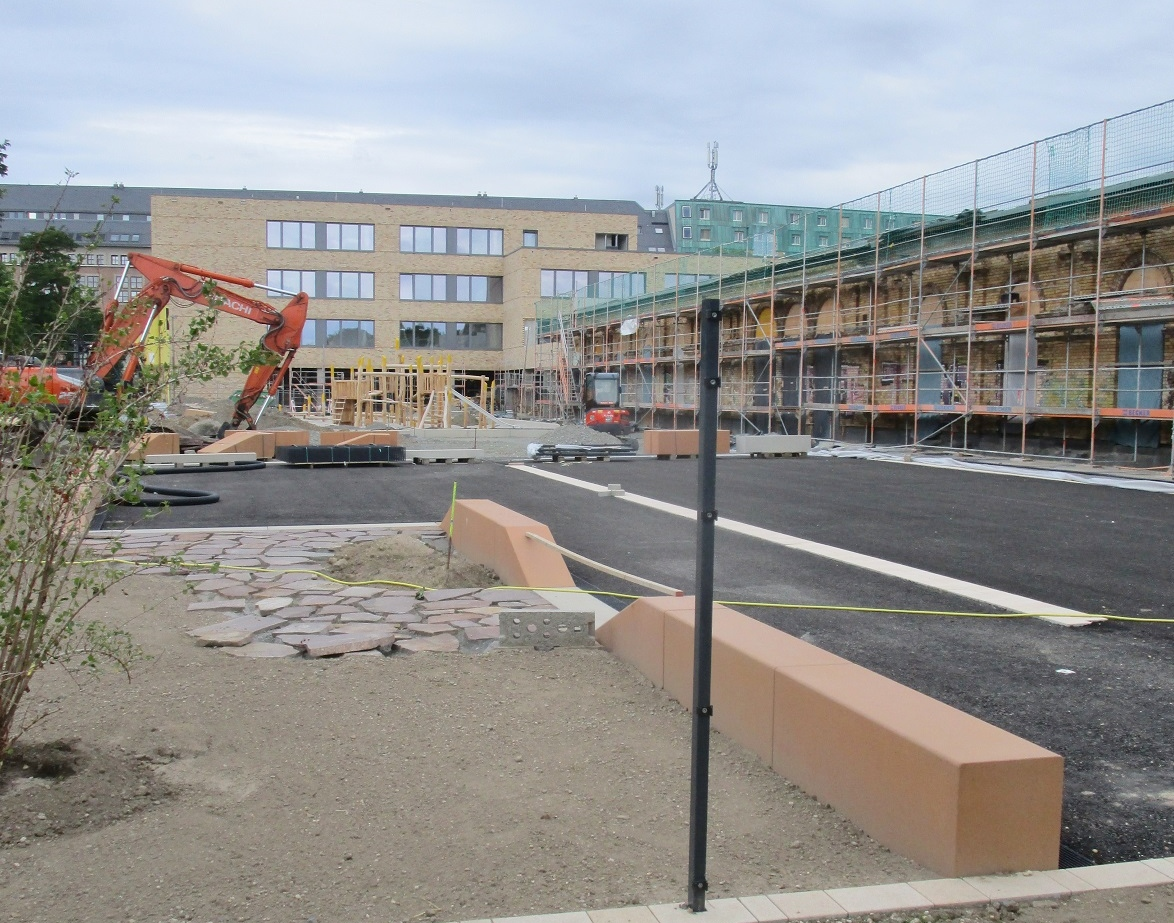
Schule im Bau, rechts wird das denkmalgeschützte Gebäude der ehemaligen Güterabfertigungshalle einbezogen (2025)

Am Gerichtsweg/Reichpietschstraße wird eine fünfzügige Grundschule gebaut. Diese wird auf dem bislang abgesperrten Gelände an der Ecke Gerichtsweg/Reichpietschstraße errichtet, auf dem sich die gelben Klinkerbauten des ehemaligen Eilenburger Bahnhofs befinden. Die denkmalgeschützten Gebäude werden in das Neubauensemble einbezogen. Seit Ende 2022 wurde das Baufeld vorbereitet, die Bauarbeiten haben im Sommer 2023 begonnen.